# Мамбисес

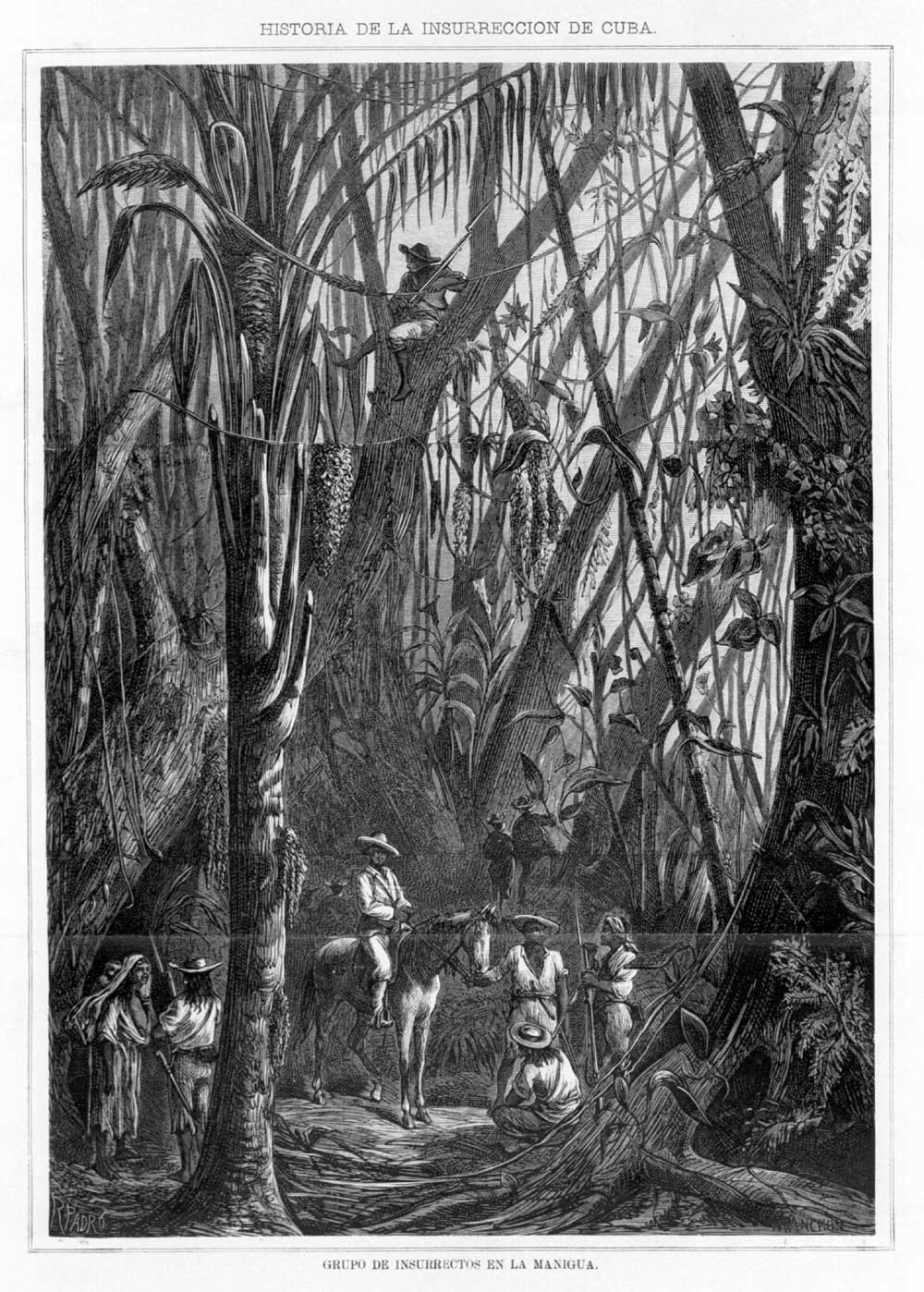
Кубинские мамбисес

Мамби́сес (исп. mambises, в единственном числе — мамби́ (исп. mambí)) — название партизан, боровшихся за независимость Кубы от испанского владычества в XIX веке в ходе Десятилетней, Малой, Войны за независимость и Испано-американской войны.
Движение получило имя офицера-негра Эутимио Мамби (Juan Ethnnius Mamby, Eutimio Mambí), уроженца испанского Гаити (Santo Domingo). В 1846 г. Мамби дезертировал из испанской армии и вступил в армию Доминиканской республики.
Впоследствии испанские солдаты, переброшенные с острова Гаити на Кубу, во время Десятилетней войны обратили внимание на большое сходство партизанской тактики местных повстанцев и доминиканских солдат Эутимио Мамби. Прозвище “mambises”, данное испанцами, - было вскоре усвоено и самими кубинцами.
Известными мамби некубинского происхождения были доминиканец Максимо Гомес, поляк Кароль Ролов и североамериканец Генри Рив — все трое впоследствии стали генералами. Кроме того, среди мамбисес были и русские:

Н. Г. Мелентьев в 1896 г., в возрасте 22‐х лет отправился с двумя товарищами – П. П. Стрельцовым, поручиком‐артиллеристом и Е.И. Константиновичем, архитектором, сражаться за освобождение Кубы от испанского владычества в повстанческих отрядах легендарного генерала Антонио Масео, сподвижника Хосе Марти. Все трое русских инсургентов были выпускниками Гатчинского Николаевского сиротского института в Санкт‐Петербурге. После пулевого ранения Е.И. Константиновича и заболевания тропической лихорадкой Н. Г. Мелентьева они попали в плен, а затем, после вмешательства русского консула в Гаване, все трое были интернированы и высланы в Россию.